# ヌナブト準州

ヌナブト準州
Nunavut

| ヌナブト準州の旗 | ヌナブト準州の印 |
| ---------------- | ---------------- |
| （準州旗）       | （準州章）       |

モットー: イヌクティトゥット語: ᓄᓇᕗᑦ ᓴᙱᓂᕗᑦ
"Nunavut Sannginivut"
英語: Our land, our strength
フランス語: Notre terre, notre force

| 基本データ                                 | |
| 準州の花                                   | パープル・サクシフレイジ （Purple Saxifrage） |
| 準州の木                                   | なし |
| 準州の鳥                                   | ライチョウ |
| 準州都                                     | イカルイト |
| 最大の都市                                 | イカルイト |
| 準州の公用語                               | イヌイット語（イヌクティトゥット語、イヌイナクトゥン語）、英語、フランス語 |
| 面積 - 総計 - 陸地 - 水域（割合） 最高標高 | （国内第1位） 2,038,722 km² 1,877,787 km² 160,935 km² (7.9%) 2,210 m |
| 人口（2021年） - 総計 - 人口密度           | （国内第13位） 36,858 人 0.02 人/km² |
| GDP（2011年） - 州合計 - 1人当たり         | （国内第13位） 19億6400万[1]カナダドル 5万8452カナダドル |
| 連邦政府加入 - 順番 - 加入年月日           | 13番目 1999年4月1日 |
| 時間帯                                     | 【準州東部】 東部標準時（EST、UTC-5） 東部夏時間（EDT、UTC-4） 夏時間を採用していないエリアもある。 【準州西部】 中部標準時（CST、UTC-6） 中部夏時間（CDT、UTC-5） 【準州北西部】 山岳部標準時（MST、UTC-7） 山岳部夏時間（MDT、UTC-6） |
| 郵便コード 郵便番号 ISO 3166-2:CA          | NU（一時的に：NT） X CA-NU |
| 公式サイト                                 | https://www.gov.nu.ca/ |
| 行政                                       | |
| 弁務官                                     | エヴァ・アリアック（英語版） |
| 準州首相                                   | P・J・アキアゴク（英語版）（無所属） |
| カナダ議会 -下院議席数 -上院議席数         | 1 |

ヌナブト準州（ヌナブトじゅんしゅう、英語: Nunavut 英語発音: [ˈnuːnəˌvʊt], フランス語: Nunavut、イヌクティトゥット語: ᓄᓇᕗᑦ [ˈnunavut]）は、カナダの準州の一つ。1993年に連邦政府とイヌイットの間に締結されたヌナブト協定（en）に基づき、1999年4月1日にイヌイットの自治準州としてノースウェスト準州の一部を分割して設立された。ヌナブト（ヌナヴト）とはイヌクティトゥット語で「我々の土地」を意味する。
西はノースウェスト準州、南はマニトバ州と接している。北東ではデンマークのグリーンランドと国境を接し、ハンス島にはデンマークとの陸上国境がある。カナダ北部にある北極諸島の大部分（バフィン島、エルズミーア島、デヴォン島など）を含む。ハドソン湾、ジェームズ湾に浮かぶすべての島もヌナブト準州に属する。人口は3万6858人（2021年国勢調査）。州都はバフィン島にあるイカルイト。
| 母語話者（ヌナブト準州） 2006 | 母語話者（ヌナブト準州） 2006 | 母語話者（ヌナブト準州） 2006 | 母語話者（ヌナブト準州） 2006 | 母語話者（ヌナブト準州） 2006 |
| ----------------------------- | ----------------------------- | ----------------------------- | ----------------------------- | ----------------------------- |
|                               |                               |                               |                               |                               |
| イヌクティトゥット語          | イヌクティトゥット語          |                               | 69.54%                        | 69.54%                        |
| 英語                          | 英語                          |                               | 26.75%                        | 26.75%                        |
| フランス語                    | フランス語                    |                               | 1.27%                         | 1.27%                         |
| イヌイナクトゥン語            | イヌイナクトゥン語            |                               | 1.02%                         | 1.02%                         |

| 人種構成（ヌナブト準州） 2006 | 人種構成（ヌナブト準州） 2006 | 人種構成（ヌナブト準州） 2006 | 人種構成（ヌナブト準州） 2006 | 人種構成（ヌナブト準州） 2006 |
| ----------------------------- | ----------------------------- | ----------------------------- | ----------------------------- | ----------------------------- |
|                               |                               |                               |                               |                               |
| 先住民                        | 先住民                        |                               | 85.0%                         | 85.0%                         |
| 白人                          | 白人                          |                               | 13.6%                         | 13.6%                         |
| 黒人                          | 黒人                          |                               | 0.3%                          | 0.3%                          |
| その他の有色人種              | その他の有色人種              |                               | 1.1%                          | 1.1%                          |

## 歴史
現在ヌナブト準州のある地域には、4000年前から人類が居住していた。多くの歴史学者はノース人のサーガに記述されているヘルランドとバフィン島は同一のものと考えており、従ってこの地の住民はノース人と交流があった可能性がある。1576年には、マーティン・フロビッシャーが北西航路の探検中に、現在フロビッシャー湾として知られる地域にたどり着いた。これが、ヨーロッパ人とこの地が接触した最初の記録である。
1950年代の冷戦時代には、コーンウォリス島およびエルズミーア島への関心が高まった。その地政学的な重要性から、政府はケベック州北部のイヌイットをレゾリュートおよびグリスフィヨルドへ移住させた。1976年には連邦政府とイヌイット団体の間でノースウェスト準州の分割についての議論が始まり、1982年には住民投票が行われ、分割賛成が多数を占めた。1993年には関連法案が連邦議会で成立し、1999年正式にヌナブト準州が成立した。

## 地理

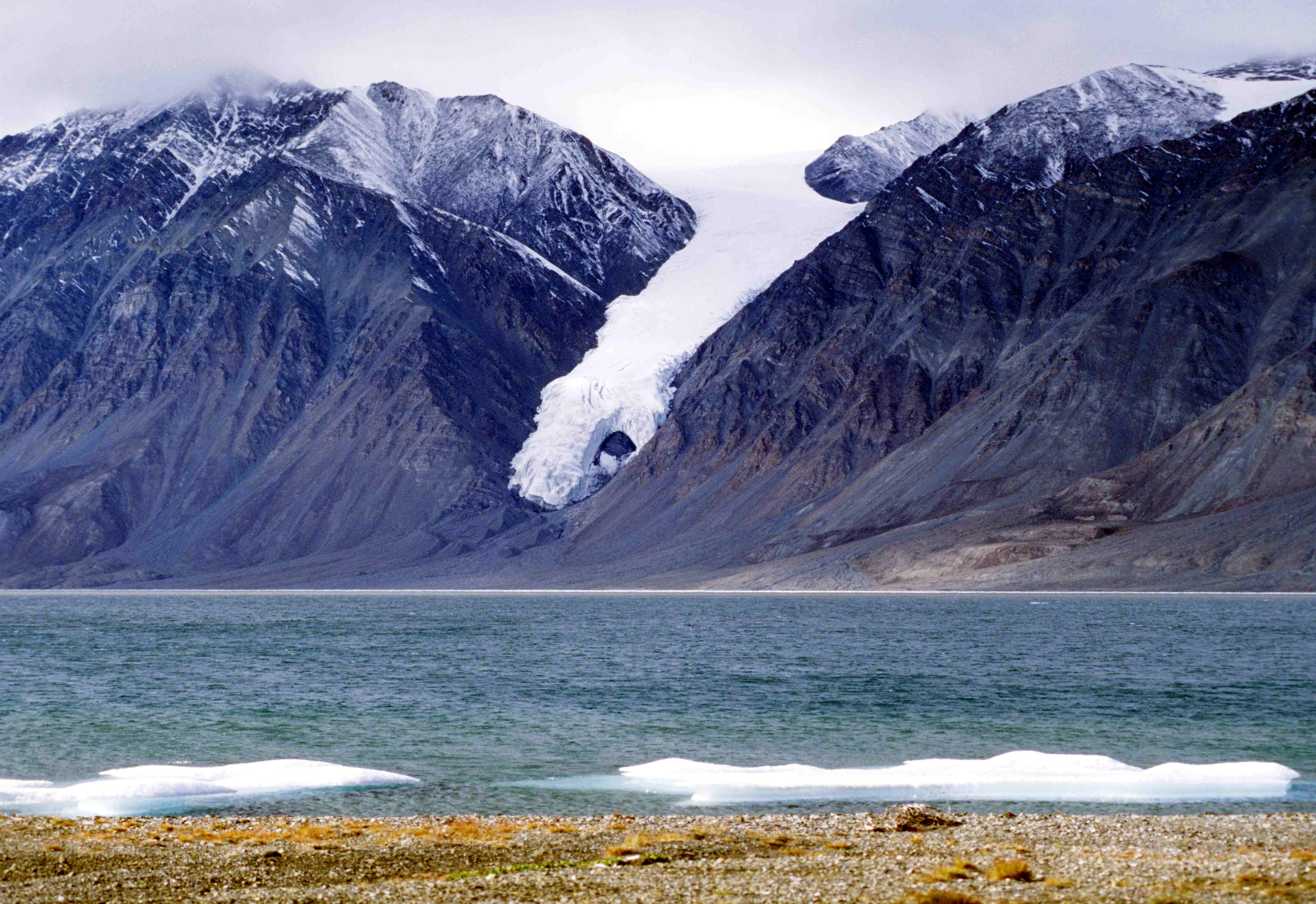
タンカリー・フィヨルド

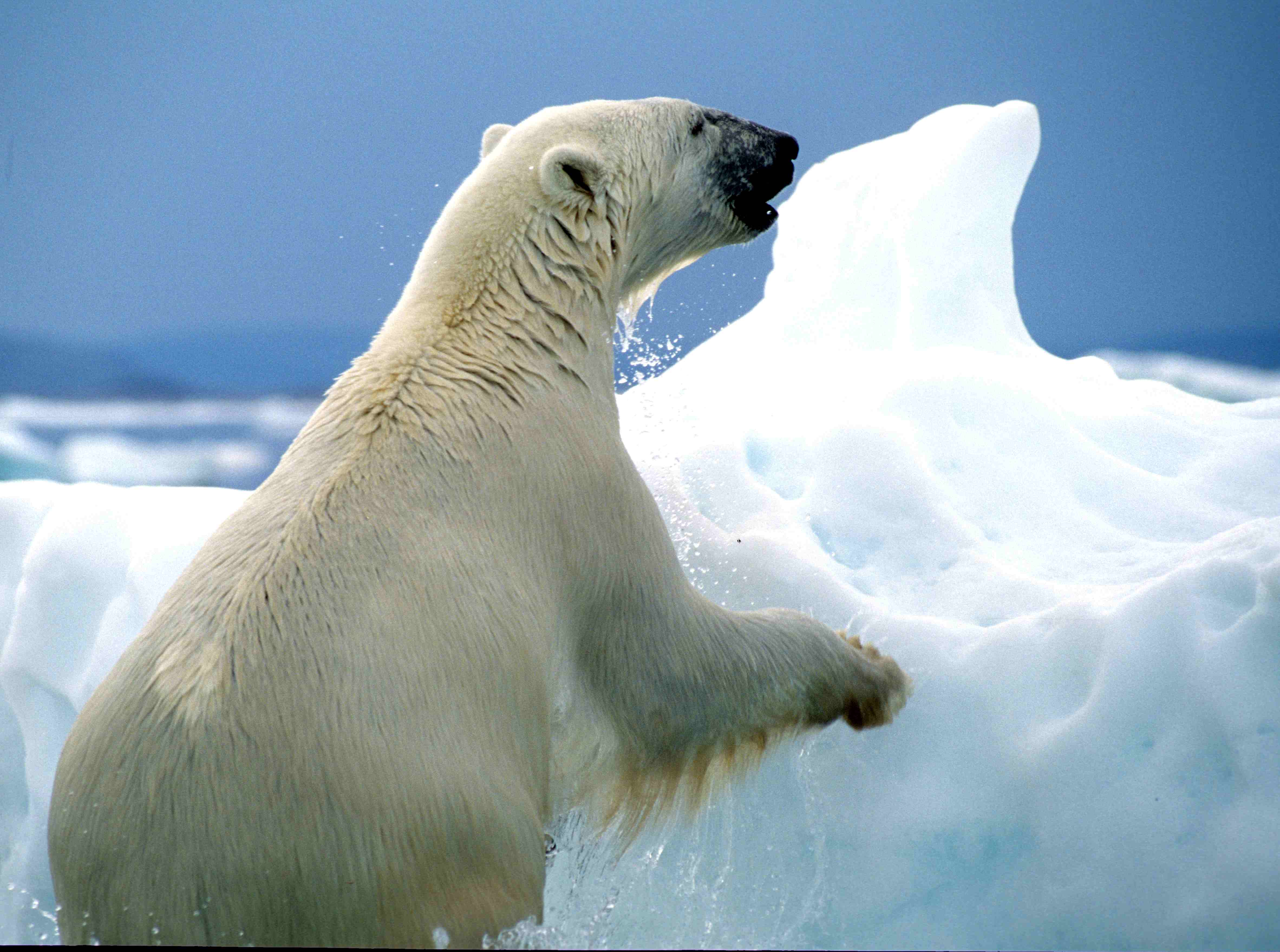
シロクマ

### 主要都市
- 州都イカルイト。人口約5,500人。
- 国内線の発着する空港のある町：
  - アルヴィアット（旧名：エスキモー・ポイント）
  - ホエール・コーブ
  - ランキン・インレット
  - チェスターフィールド・インレット
  - ベーカー・レーク
  - グジョアヘブン
  - ペリー・ベイ
  - スペンス・ベイ
  - リパルス・ベイ
  - ホール・ビーチ
  - イグルーリク
  - レゾリュート
  - グリスフィヨルド
  - クライド
  - ポンド・インレット
  - パングナータング
  - ケカートゥク
  - コパーマイン
- 軍事基地など：
  - アラート

## 人口動勢

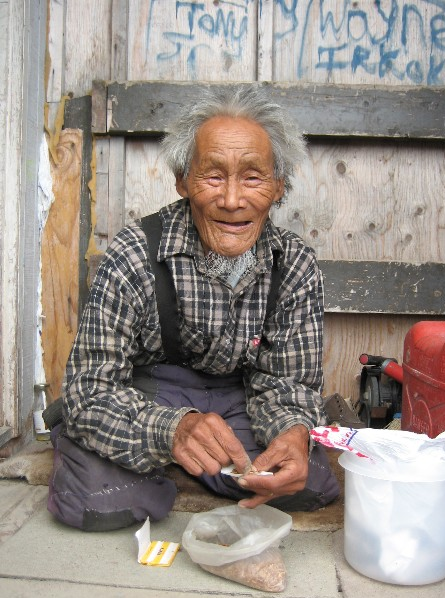
アルヴィアットのイヌイット

2006年の調査によれば、イヌイットが総人口の83.6%を占め、以下ファースト・ネーションが0.34%、メティが0.44%、先住民族以外の人々が15.0%となっている。

## 政治
準州は州と違って国王の名代である副総督(Lieutenant-Governor)がおらず、その代わり同等の権威を持ち連邦政府から派遣される官僚である弁務官(Commissioner)がいる。一院制の議会は政党制ではなく、個人で選出される議員で構成される。

## 教育
イカルイトには幼稚園、小学校、中学校と高校を合わせて5校あり、他に2つの大学がある。
一つはヌナブト北極大学で、アルビアトに本部があり、イカルイト、ケンブリッジベイとランキンインレットにキャンパスがある。もう一つはアキツィラク法科大学で、イカルイトにある。すべて公立大学であり、前者はコミュニティカレッジを兼ねている。